# NGC 1311
NGC 1311 ist eine spiralförmige Zwerggalaxie vom Hubble-Typ SBm im Sternbild Pendeluhr am Südsternhimmel. Sie ist schätzungsweise 19 Millionen Lichtjahre von der Milchstraße entfernt und hat einen Durchmesser von etwa 14.000 Lichtjahren. Gemeinsam mit vier weiteren Galaxien bildet sie die IC 1954-Gruppe (LGG 93).
Das Objekt wurde von dem Astronomen John Herschel am 24. Dezember 1837 mithilfe eines 48-Zoll-Teleskops entdeckt.